# Chopfab Boxer
 (février 2025).
La mise en forme du texte ne suit pas les recommandations de Wikipédia : il faut le « wikifier ».
Les points d'amélioration suivants sont les cas les plus fréquents. Le détail des points à revoir est peut-être précisé sur la page de discussion.
- Les titres sont pré-formatés par le logiciel. Ils ne sont ni en capitales, ni en gras.
- Le texte ne doit pas être écrit en capitales (les noms de famille non plus), ni en gras, ni en italique, ni en « petit »…
- Le gras n'est utilisé que pour surligner le titre de l'article dans l'introduction, une seule fois.
- L'italique est rarement utilisé : mots en langue étrangère, titres d'œuvres, noms de bateaux, etc.
- Les citations ne sont pas en italique mais en corps de texte normal. Elles sont entourées par des guillemets français : « et ».
- Les listes à puces sont à éviter, des paragraphes rédigés étant largement préférés. Les tableaux sont à réserver à la présentation de données structurées (résultats, etc.).
- Les appels de note de bas de page (petits chiffres en exposant, introduits par l'outil «  Source ») sont à placer entre la fin de phrase et le point final[comme ça].
- Les liens internes (vers d'autres articles de Wikipédia) sont à choisir avec parcimonie. Créez des liens vers des articles approfondissant le sujet. Les termes génériques sans rapport avec le sujet sont à éviter, ainsi que les répétitions de liens vers un même terme.
- Les liens externes sont à placer uniquement dans une section « Liens externes », à la fin de l'article. Ces liens sont à choisir avec parcimonie suivant les règles définies. Si un lien sert de source à l'article, son insertion dans le texte est à faire par les notes de bas de page.
- La présentation des références doit suivre les conventions bibliographiques. Il est recommandé d'utiliser les modèles {{Ouvrage}}, {{Chapitre}}, {{Article}}, {{Lien web}} et/ou {{Bibliographie}}. Le mode d'édition visuel peut mettre en forme automatiquement les références.
- Insérer une infobox (cadre d'informations à droite) n'est pas obligatoire pour parachever la mise en page.

Pour une aide détaillée, merci de consulter Aide:Wikification.
Si vous pensez que ces points ont été résolus, vous pouvez retirer ce bandeau et améliorer la mise en forme d'un autre article.
Chopfab Boxer AG est une entreprise suisse fondée en 2012 à Winterthour, sous le nom de Doppelleu Brauwerkstatt AG. Elle appartient depuis 2024 à la brasserie Locher.

## Histoire
Doppelleu Brauwerkstatt AG est fondée en 2012 par deux entrepreneurs zurichois, Philip Bucher et Jörg Schönberg.
Le but de l'entreprise est dès le départ de surfer sur la mode des bières artisanales sur le modèle américain des "Craft Beer". Le succès est rapide et, en 2015, la capacité de la brasserie est déjà augmentée à 15’000 hectolitres, puis en 2016 à 35’000 hectolitres,.
Cette croissance vertigineuse est poussée par des investissements massifs et un marketing agressif, tant et si bien qu’en 2017 la brasserie zurichoise absorbe le brasseur vaudois Bière du Boxer SA, pour former dès janvier 2018 la Doppelleu Boxer AG.
De cette fusion naît un groupe brassicole détenant 3% de parts de marché en Suisse. De nouveaux investissements sont lancés, autant au site de production de Winterthour qu’au nouvellement acquis site d’Yverdon-les-Bains.
La société change une nouvelle fois de nom en 2023, pour devenir Chopfab Boxer AG, pour mieux correspondre aux deux produits phares de l’entreprise, les bières Chopfab Draft et Boxer Old.
Début 2024, la presse suisse révèle les difficultés financières de Chopfab Boxer AG. Les investissements continus d’une stratégie de croissance trop optimiste ont mené le groupe au bord de la faillite,,. La brasserie appenzelloise Locher accepte d'assainir les finances de Chopfab Boxer AG et devient actionnaire majoritaire du groupe. Des mesures de restructurations permettent de maintenir les deux sites de production à Winterthour et Yverdon-les-Bains,,.

## Photographies

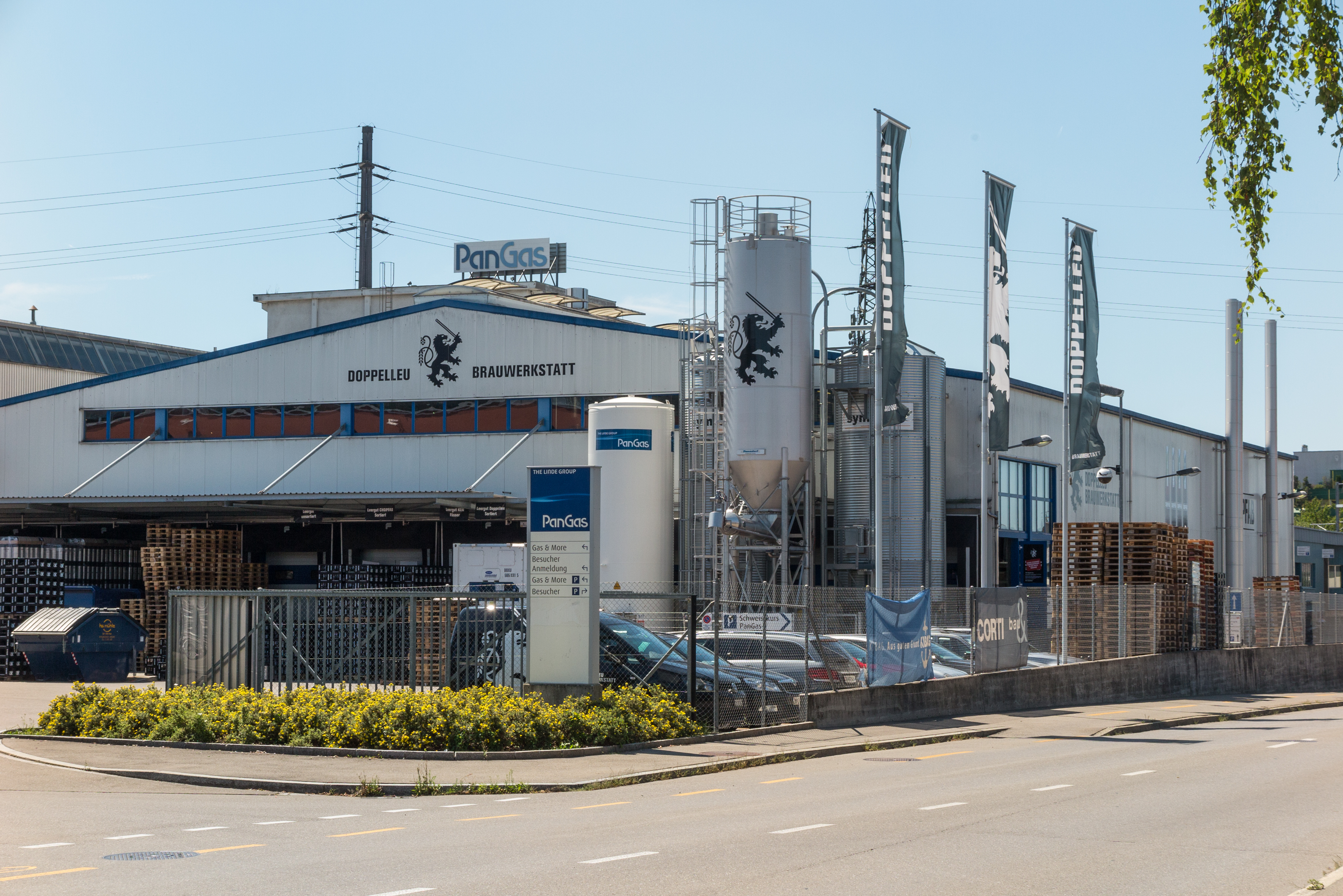
Brasserie Doppelleu à Winterthour.
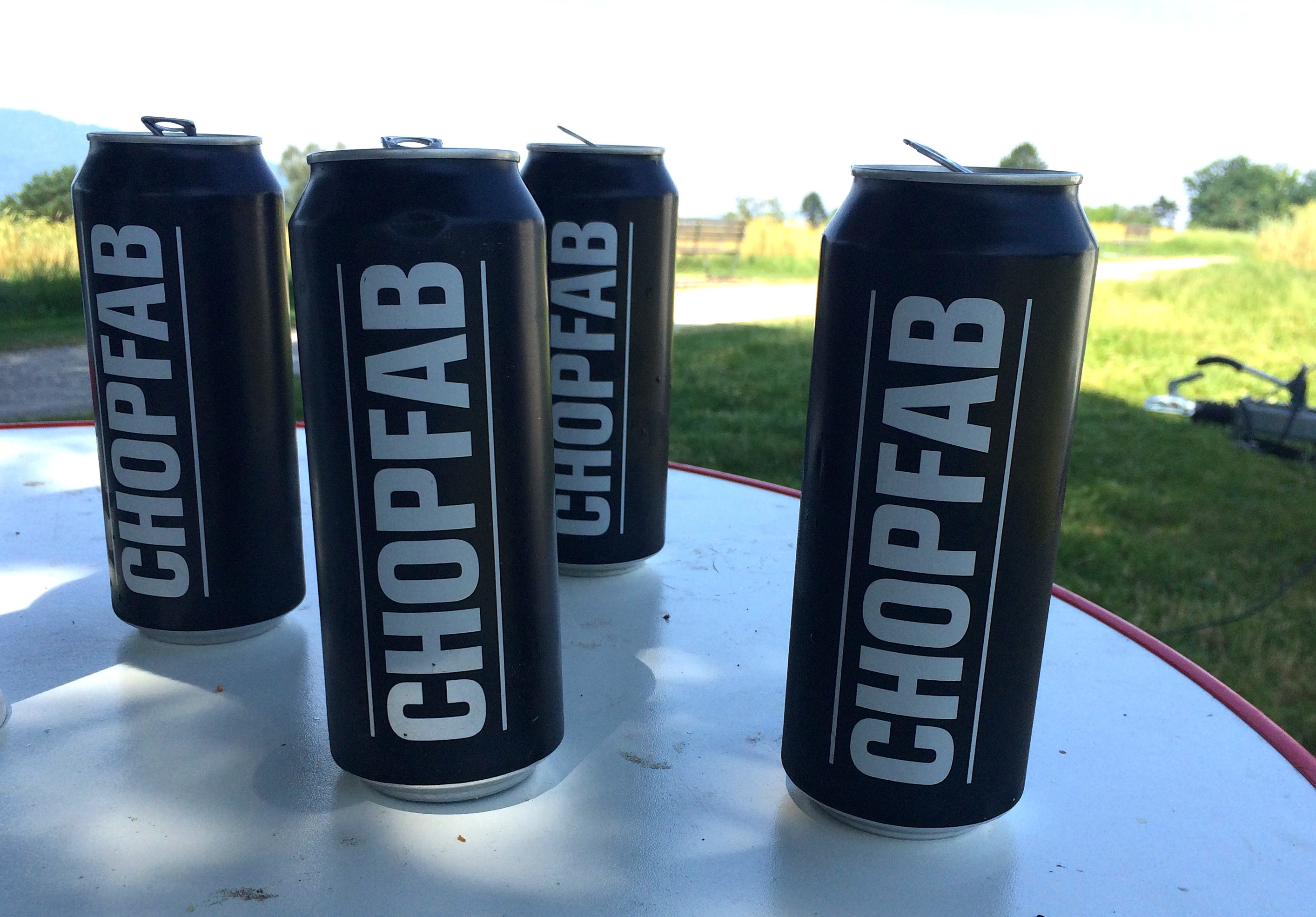
Cannettes de Chopfab Draft
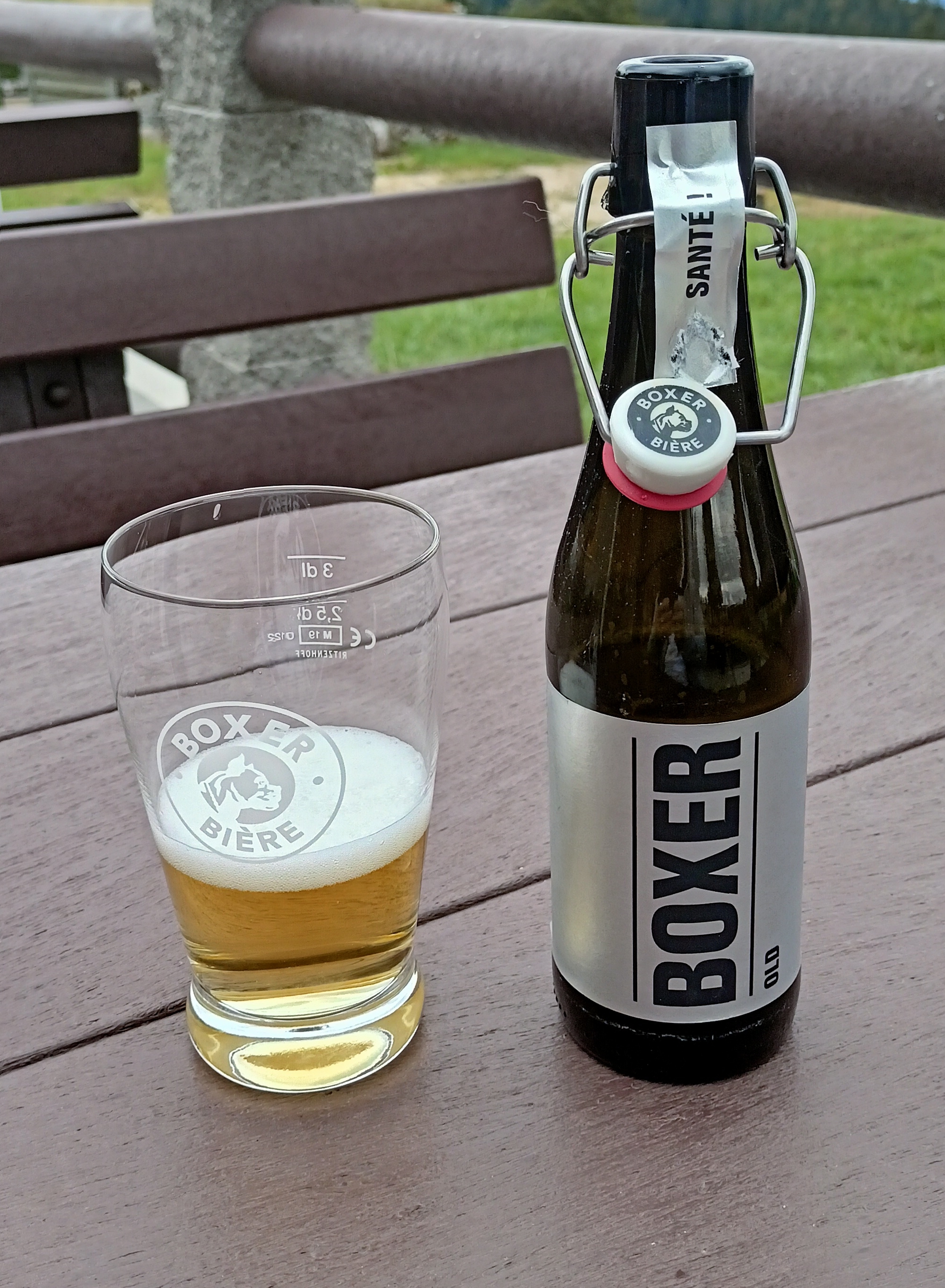
Boxer Old